# Музаффаргарх
Музаффаргарх (англ. Muzaffargarh) — город в провинции Пенджаб, Пакистан, расположен в одноимённому округе. Население — 162 696 чел. (на 2010 год).

## Географическое положение
Город расположен на берегу реки Чинаб.

## История
Город был основан в XVI веке. В 1864 году Музаффаргарх стал столицей одноимённого округа.
В 2010 году город тяжело пострадал от наводнения.

## Демография
| 1961   | 1972   | 1981   | 1998    | 2010    |
| ------ | ------ | ------ | ------- | ------- |
| 14 474 | 24 726 | 53 192 | 121 641 | 162 696 |